# Actinocamax
Actinocamax es un género extinto de belemnites de la familia Belemnopseidae. Fue descrito por Miller en 1823.

## Especies
- † Actinocamax groenlandicus Birkelund, 1956
- † Actinocamax mammillatus (Nilsson)
- † Actinocamax plenus (Blainville)
- † Actinocamax primus Arkhangelsky, 1912
- † Actinocamax quadrata (Blainville)